# Kościół Apostolski Wiary w Jezusa Chrystusa
Kościół Apostolski Wiary w Jezusa Chrystusa (hiszp. Iglesia Apostólica de la Fe en Cristo Jesús) – kościół chrześcijański przynależący do jednościowego skrzydła ruchu zielonoświątkowego. 
Kościół Apostolski Wiary w Jezusa Chrystusa został założony w Stanach Zjednoczonych na początku XX wieku przez Carmen Valenzuela, rodem z Meksyku. Za początek kościoła uznaje się dzień 1 listopada 1914 roku, kiedy dwanaście osób otrzymało „chrzest w Duchu Świętym” w imieniu Jezusa, ze znakami mówienia innymi językami.
Najbardziej rozpowszechniony jest w Meksyku, gdzie według najnowszego spisu w 2010 roku liczył 150.000 członków w 1400 kościołach. Tym samym jest trzecią co do wielkości denominacją zielonoświątkową w Meksyku po Zborach Bożych (444.000) i Kościele Bożym (189.000).